# Antoine-Philippe de La Trémoille

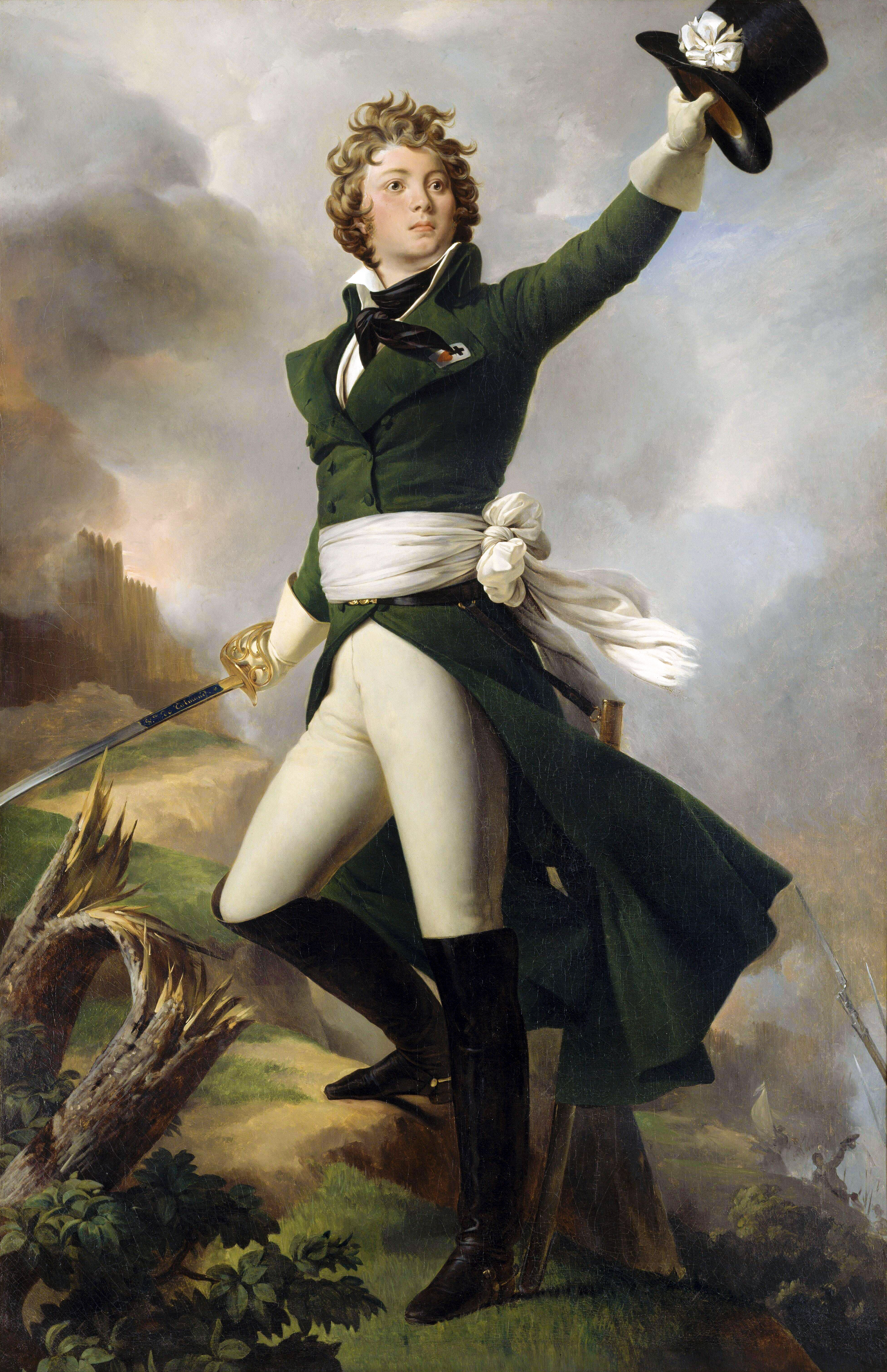
Le Prince de Talmont, Gemälde von Léon Cogniet im „Musée d’art et d’histoire de Cholet“

Wappen der Familie de La Trémoille

Antoine-Philippe de La Trémoille, prince de Talmont (* 27. September 1765 in Paris; † 27. Januar 1794 in Laval), war ein Adeliger und Offizier in der katholischen und königlichen Armee der Vendée, der durch die Guillotine hingerichtet wurde.

## Herkunft
Er war der zweite Sohn von Jean-Bretagne-Charles de La Trémoille, Duc de Thouars, Pair von Frankreich, Prince de Tarente, Comte de Laval, de Vitré, letzter Comte de Montfort und letzter Baron de Montreuil-Bellay, Brigadier des armées du roi, Maréchal de camp, und der Marie-Maximilienne-Louise de Salm-Kyrbourg, die auf dem Château de Laval in Laval (Mayenne) residierten.
Antoine-Philippe de La Trémoille war der 8. Duc de Thouars, letzter Comte de Laval und Baron de Vitré. Während der Französischen Revolution war er Kommandant der Kavallerie der royalistischen Truppen im Aufstand der Vendée.
Am 23. Januar 1785 heiratete er Henriette-Louise-Françoise-Angélique d’Argouges auf dem Château de Gratot.

## Die Konföderation von Poitiers und die Emigration
Bis Ende 1791 zeichnete er sich durch eine unschlüssige Haltung aus. Er trat Ende 1791 in eine konterrevolutionäre Verschwörung (Konföderation von Poitiers – Confédération poitevine) im Poitou ein. Er sah keine Erfolgsaussichten und ging nach England, um hier die Interessen seiner Partei zu vertreten. Dann wechselte er in das Kurfürstentum Trier, das Hauptrückzugsgebiet der geflüchteten Royalisten, wo er in Koblenz mit dem Comte Marie Pierre Louis de Frotté in die Chevaliers de la couronne der Armee der Emigranten eintrat. Er machte einen ersten Feldzug mit, in dem er als Aide de camp des Comte d’Artois eingesetzt wurde. Dann ging er mit einem neuen Plan wieder nach Frankreich, um in den westlichen Provinzen einen Insurrektionskrieg anzufachen.

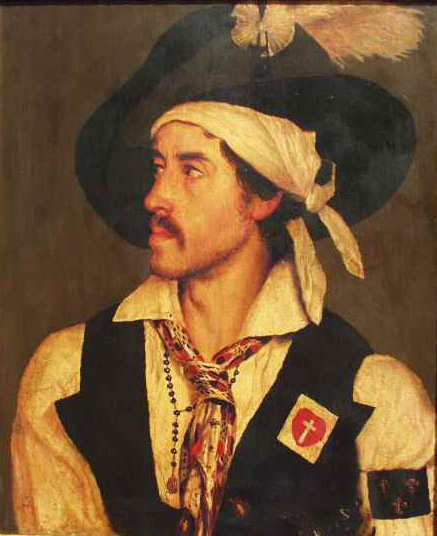
Jean Chouan

Nach der Hinrichtung des Königs 1793 hoffte er, in Paris eine antirevolutionäre Bewegung auf die Beine stellen zu können. Mit Pässen unter einem falschen Namen für sich und seinen Bruder begannen sie durch die Normandie, Maine und Anjou zu reisen, um Anhänger zu gewinnen.

## Der royalistische Aufstand
Am 20. Mai 1793 wurde er von den Bürgern der Gemeinde Noyant-sous-le-Lude (Baugé) verhaftet, in das Gefängnis von Angers gebracht und der Wohlfahrtsausschuss benachrichtigt. Er sollte dann von Angers nach Laval verlegt werden. Auf dem Weg dorthin wurde er vom Wachpersonal nicht an der Flucht gehindert, Bauern begleiteten ihn in die Nähe von Saumur, das die Vendéer im Juni gerade besetzt hatten. De La Trémoille sagte in einem seiner Verhöre später aus, dass er vom Département Maine-et-Loire entlassen worden sei. Seine Ankunft in Saumur erregte die größte Sensation.

« C’était, écrit la marquise de la Rochejaquelein, un jeune homme de vingt-cinq ans, de cinq pieds dix pouces d’une très belle figure. Il était brave, loyal, complètement dévoué, d’un bon caractère… Il fut reçu avec satisfaction ; on s’applaudissait d’avoir dans les rangs de l’armée un homme d’un aussi beau nom, dont la famille était depuis si longtemps presque souveraine en Poitou. M. de Talmont fut nommé sur le champ général de cavalerie. »

„Es war, schreibt Victoire de Donnissan de La Rochejaquelein, ein fünfundzwanzigjähriger, fünf Fuß, zehn Zoll großer junger Mann von sehr schöner Gestalt. Er war mutig, loyal, völlig hingebungsvoll, mit einem guten Charakter… Er wurde mit Befriedigung empfangen; es gab Beifall dafür, dass man in den Reihen der Armee einen Mann mit einem so schönen Namen hatte, dessen Familie schon so lange souverän im Poitou vertreten war. Herr de Talmont wurde auf dem Felde zum General der Kavallerie ernannt.“

Er wurde Mitglied des Obersten Rates der Armee.

## Der Aufstand der Vendée
Beim Angriff auf Nantes am 28. Juni 1793 konnte er sich, zusammen mit Cathelineau und d’Elbée, durch seinen Mut auszeichnen.
Er ging durch die Reihen, hielt aufmunternde Ansprachen und brachte die entmutigten Vendéer dazu, den Kampf fortzuführen. Bei einer Attacke an der Spitze der königlichen Kavallerie reitend, wurde er verwundet. Zurück in der Vendée, nahm er an fast allen Aktionen dieses Krieges teil. Nach der Ersten Schlacht bei Châtillon und den wiederholten Niederlagen der Royalisten bestand er nachdrücklich darauf, dass der Übergang der Loire und der Weg in die Bretagne gesichert werden.
In der Krise, als die Armee der Vendée in Richtung Loire abgedrängt wurde, wurde der Prince de Talmont mit viertausend Royalisten abgestellt, um Saint-Florent-le-Vieil-Saint-Florent zu halten. Nach dem Ergebnis der Zweiten Schlacht bei Cholet schützte er mit allen verfügbaren Kräften den Übergang der Vendéer auf das rechte Ufer.

## Der Galerne-Marsch
Er lehnte im Rat die Resolution der Kommandierenden ab, die zurück in die Vendée wollten, und war stattdessen der Meinung, dass man besser nach Saint-Malo marschieren sollte, um die von den Engländern versprochene Hilfe abzuwarten. Mit der früheren Autorität seiner Familie in den Ländern des Laval konnte er sich durchsetzen, die Armee bewegte sich also in die von ihm vorgeschlagene Richtung.
Die ersten Chouans schlossen sich den Vendéern an, sobald diese Laval erreichten, und ein beträchtliches Korps, das dann unter dem Namen „Petite-Vendée“ rekrutiert wurde, folgte der Armee unter dem Kommando des Grafen von Laval. Der Prinz, mit Donnissant und dem Abbé Étienne-Alexandre Bernier, zeichnete in Laval für 900.000 Livres Papiergeld. Er zählte mit zu den Gewinnern der Schlacht bei Entrammes.
Mit dieser Entschlossenheit, mit der er sich durchgesetzt hatte, übernahm er mit dem Chevalier Jacques Nicolas Fleuriot de La Fleuriais das Kommando über die Kolonne, die sich von Laval nach Vitré bewegte, wo er hoffte, neue Rekruten zu gewinnen. Von dort zog er sich zur königlichen Armee nach Fougères zurück, die auf dem Weg in Richtung Cotentin unterwegs war, um Granville zu belagern.
Das Ergebnis der Expedition von Lord Moiras, die die Royalisten unterstützen sollte, war abhängig vom Besitz dieses Hafens, denn er lag auf dem kürzesten Weg zu den Häfen von Jersey. Aber schon jetzt wollten die Vendéer, die bei ihrem Angriff auf Granville gescheitert und völlig entmutigt waren, um jeden Preis in die Vendée zurückkehren (Virée de Galerne); sie stellten sich sogar gegen ihre Führer. In dieser Verwirrung erreichte de La Trémoille, begleitet von Beauvollier, Solérac und Bernier, den Strand, wo er sich einschiffen lassen wollte.
Als die Vendéer davon erfuhren, waren sie empört, sie sahen das als einen Versuch des Prinzen an, zu desertieren, und schickten eine Kavalleriepatrouille unter Stofflet, um ihn zu verhaften. Die Patrouille brachte de La Trémoille und die begleitenden Offiziere zurück ins Lager. Man habe nur ein Fischerboot nach Jersey gechartert, um einige Frauen in Sicherheit zu bringen und die Engländer zu schnellerem Handeln zu veranlassen, wurde erklärt. Letztendlich bleiben die wahren Hintergründe dieser Angelegenheit ungeklärt.
Jedenfalls erwarb sich der Prinz neue Verdienste in der Schlacht bei Dol, die einige Tage später zwischen Dol-de-Bretagne und Antrain stattfand. Als fast alle Divisionen der königlichen Armee nach Dol geflohen waren, hielt er mit einer Handvoll Männern die Stellung, bis ihm Henri de La Rochejaquelein zu Hilfe kam. De La Trémoille folgte der Armee zur Belagerung von Angers, die genauso unglücklich verlief wie die von Granville. In der Schlacht bei Le Mans, am 14. Dezember, hatte er feindliche Husaren am Stadteingang mitten im Feuer angegriffen. Nach ihrer Niederlage konnte die königliche Armee die Loire nicht mehr überqueren und war auf siebentausend Mann zusammengeschmolzen.
Ohne Illusionen, setzte er mutig den Kampf mit den Überresten der Katholischen und königlichen Armee der Vendée fort, die nicht in der Lage gewesen war, die Loire wieder zu überqueren. Zusammen mit der Führung hatte er zwar den Fluss bei Ancenis überquert, kehrte aber zurück, um seine Truppen bei Blain zu finden und sie zurückzubringen.
Nachdem Fleuriot zum Oberkommandierenden ernannt worden war, verließ de La Trémoille beleidigt die Armee. Er hielt sich frei von jeglichen Verpflichtungen und ging über Derval, La Guerche-de-Bretagne und Forêt du Pertre, um sich Jean Chouan anzuschließen oder zur Küste zu gehen. Einige Bretonen, die von Joseph de Puisaye angeworben wurden, konnten ihm keine Informationen über die Chouans in Mayenne geben; Puisaye selbst zeigte keine Lust, mit dem Prinzen in Kontakt zu treten. Dieser machte sich daraufhin auf den Weg in die Normandie.

## Die Verhaftung

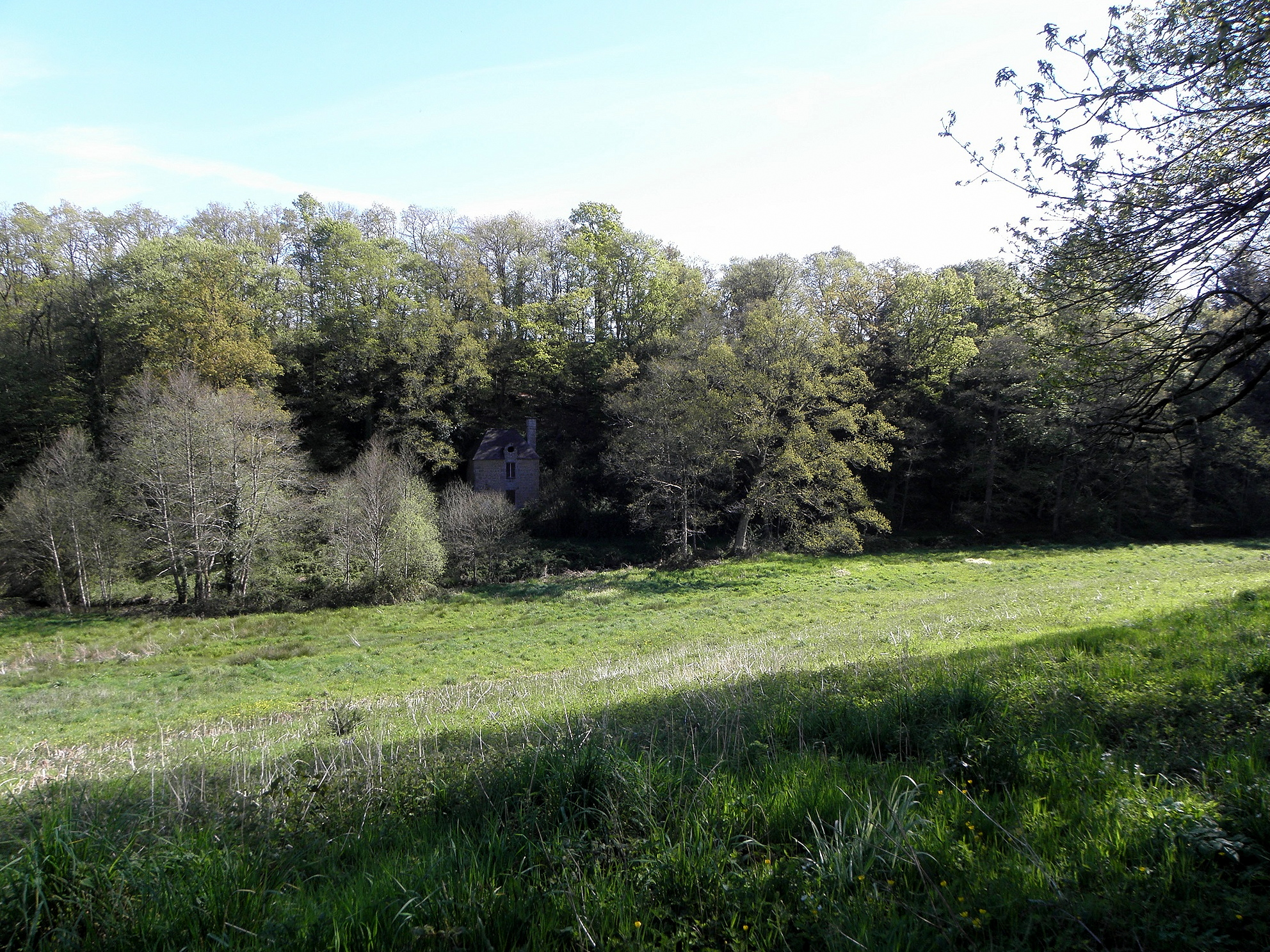
Malagra, Ort der Verhaftung

Als Bauer verkleidet, wanderte er durch die Gegend um Laval und Fougères, begleitet von drei Männern, als sie am 31. Dezember 1793 im Dorf Malagra bei Pont Dom Guérin einer Patrouille der Garde nationale aus La Bazouge-du-Désert in die Hände fielen. Diese fanden eine Summe von 30.000 Livres, einige Luxusartikel und einen vier Tage zuvor von der Gemeinde Ernée gestempelten Pass vor.
Ohne ihre wahre Identität zu erkennen, ließ sie der General Beaufort nach Fougères überstellen. Auf dem Weg dorthin wurde de Talmont von der Tochter des Wirts in Saint-Jacques erkannt, die laut ausrief: Das ist der Prince de Talmont (c’est le prince de Talmont).
Der General Beaufort schrieb an den Präsidenten der Nationalversammlung: Ich informiere Sie über die Verhaftung des Ex-Prince de Talmont. Die meisten von denen empfehlen ihre Seelen dem Ewigen Vater, ich gab ihm die Erlaubnis dazu.
In einem ersten Verhör sagte de Talmont:

« Je suis le prince de Talmont, seigneur de Laval et de Vitré. Soixante-huit combats contre les républicains ne m’ont pas effrayé ; je devais servir mon roi, et je ferai voir en mourant que j’étais digne de défendre le trône. »

„Ich bin der Prinz von Talmont, Herr von Laval und Vitré. Achtundsechzig Kämpfe gegen die Republikaner haben mich nicht erschreckt; ich schulde es, meinem König zu dienen, und ich werde durch mein Sterben zeigen, dass ich es wert war, den Thron zu verteidigen.“

Am 2. Januar 1794 wurde er nach Rennes gebracht und durch Esnue-Lavallée einem langen Verhör unterzogen. Der Gefangene verlangte dann per Brief an die Nationalversammlung seine Überstellung nach Paris. Er wurde in Ketten gelegt und in einen Kerker geworfen, von wo er an den General Rossignol schrieb: Der Feind, den das Schicksal in Ihre Hände gelegt hat, fordert, dass er durch Ihre Gerechtigkeit und Ihre Menschlichkeit etwas weniger hart behandelt wird, als in einem Raum ohne Feuer, an Kälte, Hunger und Feuchtigkeit zu sterben. Die Republikaner jubelten und beleidigten ihre Opfer, insbesondere den Prinzen, das Idol und der Gott der Sklaven und der Kleriker. Aber es wurde befürchtet, dass der Prinz, der an Typhus litt, in seinem Gefängnis sterben würde.

## Das Todesurteil
Lettre adressée par Esnue-Lavallée au Comité révolutionnaire de Laval du 6 pluviôse an II, de Rennes…
Esnue-Lavallée, représentant du peuple dans les départements de l’Ouest et du Centre. Aux citoyens composant le Comité révolutionnaire de Laval:
Citoyens, Je viens d’envoyer à la Commission militaire l’ex-prince de Talmont; j’envoie également à Laval à la Commission militaire Enjubault-la-Roche afin qu’il soit jugé. Je vous engage à donner à cette dernière Commission toutes les instructions et les renseignements nécessaires relatifs à Enjubault. Vous voudrez bien, sitôt l’exécution de Talmont, faire attacher sa tête au bout d’une pique et la faire placer de suite sur la principale porte du ci-devant château de Laval pour épouvanter les royalistes et fédéralistes dont vous êtes environnés. Voudrez-vous bien aussi faire les mêmes honneurs à la tête d’Enjubault-la-Roche, si ce fameux fédéraliste est condamné à la peine de mort? Du courage, de l’activité, de l’énergie, les aristocrates trembleront et ça ira. Vive la République ! Salut et fraternité. Votre concitoyen, ESNUE-LAVALLÉE. P.-S.: Accélérez par vos sollicitudes le jugement d’Enjubault, afin que, s’il subit la peine de mort, il soit exécuté en même temps que Talmont; l’agent et le seigneur feront le pendant. Talmont sera sûrement jugé demain et conduit à Laval pour y être supplicié, ainsi faites en sorte et pressez la Commission militaire de faire prompte diligence afin qu’à l’arrivée de Talmont, Enjubault soit prêt à recevoir les mêmes honneurs. ESNUE-LAVALLÉE.

„Brief von Esnue-Lavallée an das Revolutionskomitee in Laval, Rennes, den 6 pluviôse an II…
Esnue-Lavallée, Volksvertreter in den Départements Ouest und Centre. An die Bürger des Revolutionskomitees in Laval:

Bürger, ich habe gerade den ehemaligen Prinzen von Talmont zur Militärkommission geschickt; ich schicke Ihnen auch den René Enjubault de la Roche zur Militärkommission nach Laval zur Verhandlung. Ich fordere Sie auf, der letztgenannten Kommission alle notwendigen Anweisungen und Informationen bezüglich Enjubault zu übermitteln. Sobald Talmont hingerichtet ist, lassen Sie bitte seinen Kopf an das Ende einer Pike stecken und lassen Sie ihn sofort an der Haupttür des ehemaligen Château de Laval deponieren, um die Royalisten und Föderalisten in Ihrer Umgebung abzuschrecken. Möchten Sie auch die gleichen Ehren dem Kopf von Enjubault-la-Roche erweisen, wenn dieser berühmte Föderalist zum Tode verurteilt wird? Mut, Aktivität, Energie – die Aristokraten werden zittern und es wird alles gut. Es lebe die Republik! Grüße und Brüderlichkeit. Ihr Mitbürger, ESNUE-LAVALLÉE. PS: Sorgen Sie dafür, dass das Urteil über Enjubault beschleunigt wird, damit er, wenn er zum Tode verurteilt wird, zur gleichen Zeit wie Talmont hingerichtet werden kann; der Agent und der Herr werden das gleiche tun. Talmont wird sicherlich morgen vor Gericht gestellt und, wenn er die Todesstrafe erleidet, nach Laval gebracht, also fordern Sie die Militärkommission auf, ihr Möglichstes zu tun, um sicherzustellen, dass Enjubault nach der Ankunft von Talmont bereit ist, die gleichen Ehrungen zu erhalten. ESNUE-LAVALLÉE.“

Esnue-Lavallée kümmerte sich selbst darum, ihn am 26. Januar vor die Vaugeois-Kommission zu bringen, die sich in Vitré befand. De La Trémoille wäre inzwischen fast gestorben, wurde erneut verhört und weigerte sich, ein Geständnis zu unterschreiben. Er wurde dann ohne weitere Umstände zum Tode verurteilt. Am nächsten Tag protestierte er dagegen und verlangte erneut, nach Paris vor die Nationalversammlung gebracht zu werden.
Inzwischen hatte es den Anschein, dass der Gefangene von einer ernsthaften Krankheit befallen war. De La Trémoille protestierte erneut und beteuerte, dass ihn nichts dazu bringen könnte, seine Partei zu verraten. Auf Anordnung von d’Esnue-Lavallée wurden am 27. Januar sechs Artilleriepferde beschlagnahmt, um den Prinzen nach Laval zu bringen.

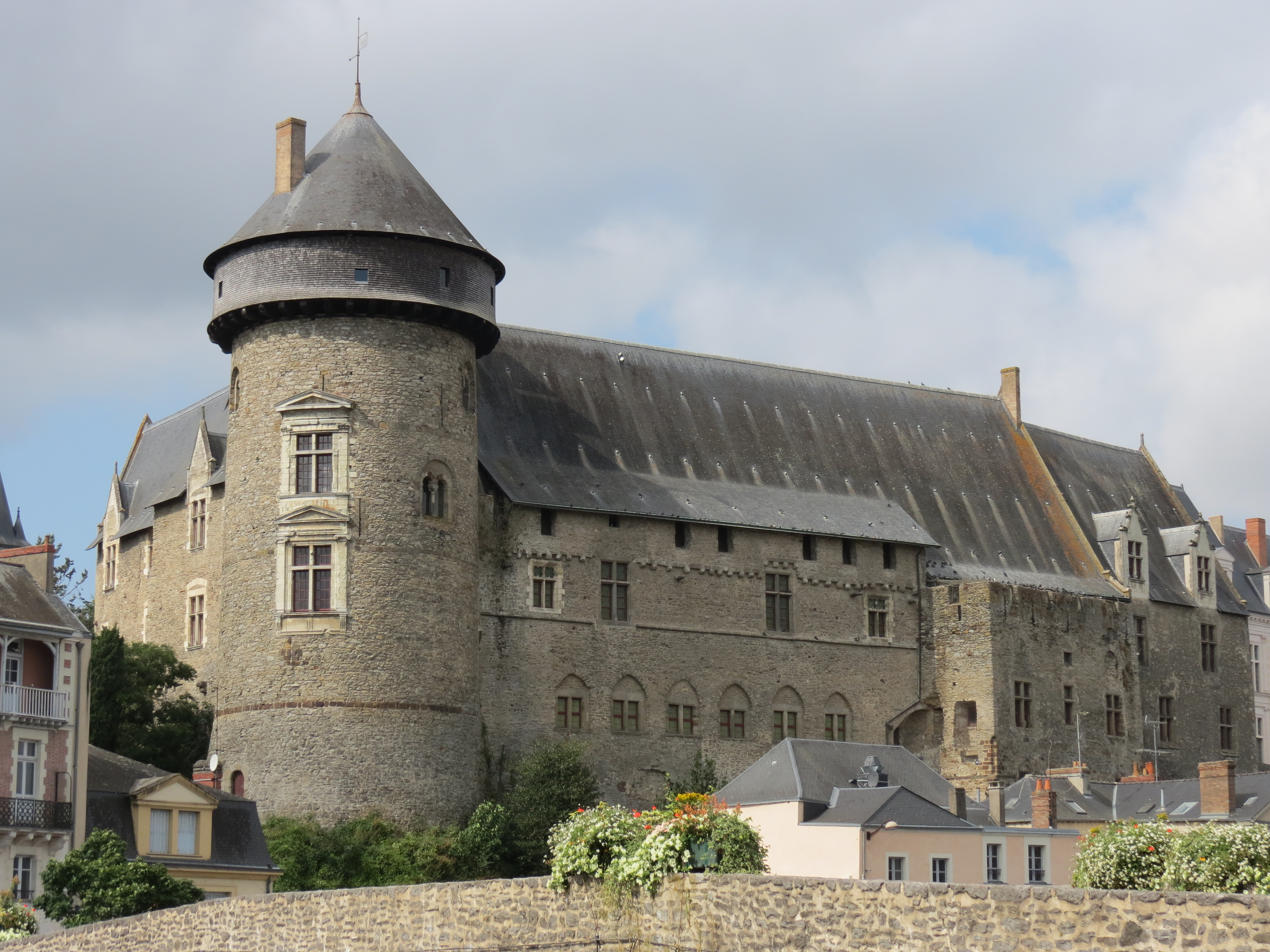
Schloss Laval, Stammsitz des Prinzen und Ort der Hinrichtung

Jean Chouan hatte in Erwägung gezogen, de La Trémoille zu befreien, musste jedoch die Unmöglichkeit dieses Versuchs erkennen. Der stark bewachte Konvoi erreichte bei Beginn der Dunkelheit Laval. Die Guillotine war vor dem Haupteingang des Schlosses aufgestellt worden, die Hinrichtung wurde sofort vollzogen.
Die letzten Worte des Prinzen an den Henker waren:

« Fais ton métier, j’ai fait mon devoir »

„Mach deine Arbeit, ich habe meine Pflicht erfüllt.“

Der abgeschlagene Kopf wurde dann verschiedenen Misshandlungen ausgesetzt, so pflanzte ihn Jean-Louis Guilbert, ehemaliger Priester und Mitglied der Revolutionären Militärkommission des Mayenne, auf einen Kerzenhalter. Danach wurde er auf die Spitze einer Pike gesetzt und am Fallgatter des Schlosses zur Schau gestellt. Am nächsten Morgen wurde der Kopf des Prinzen im Hof des Schlosses verscharrt.
Sein einziger Sohn, Henri-Léopold de La Trémouile, prince de Talmont, Colonel im 5e régiment de hussards, starb ohne Nachkommen am 7. November 1815.